# Ère Ōnin
Ōnin (応仁) est une des ères du Japon (年号, nengō, lit. « nom de l'année ») après l'ère Bunshō et avant l'ère Bunmei. Cette ère couvre la période allant du mois de mars 1467 au mois d'avril 1469. L'empereur régnant est Go-Tsuchimikado-tennō (後土御門天皇).

## Changement d'ère
- 1467 Ōnin gannen (応仁元年?) : Le nom de la nouvelle ère est créé pour marquer un événement ou une succession d'événements. La précédente ère se termine quand commence la nouvelle, en Bunshō 2.

## Événements de l'ère Ōnin
La guerre d'Ōnin : Le conflit débute à partir d'une controverse relative à la personne qui doit succéder au shogun Ashikaga Yoshimasa après sa retrait, l'alternative étant son frère (Yoshimi) ou son fils (Yoshihisa). Mais ce différend portant sur la relève du shogun n'est qu'un prétexte pour des groupes rivaux de daimyo de combattre dans une lutte visant à la suprématie militaire. En fin de compte, il n'y a pas de gagnant incontestable. Le complexe éventail des factions armées a simplement combattu jusqu'à l'épuisement.
- 1467 (Ōnin 1,1re mois) : Yamana Sōzen et Hatakeyama Yoshinari prennent position autour du Muromachi-dono, la résidence des Ashikaga à Heian-kyo dont le shogun a fait son quartier général. Ils envoient chercher Ashikaga Yoshimi et invitent également l'ancien empereur Go-Hanazono et Go-Tsuchimikado à venir à Muromachi assister eux-mêmes à la mise à mort de Hosokawa Katsumoto et Hatakeyama Michinaga. Pour sa part, Yoshimi essaye d'abord d'améliorer la situation qui s'envenime, mais faute d'y parvenir, il ordonne de tuer Yoshinari Masanaga, mais Yoshinari est maîtrisé et Masanaga fuit la capitale. Ces événements amènent Souzen et Yoshinari à craindre ce qui peut arriver ensuite[4].
- 1467 (Ōnin 1,1re mois) : Le nadaijin Sayensi-no Saneto est remplacé par Hino-no Katsumitsi[4].
- 1467 (Ōnin 1, 2e mois) : Shiba-no Yoshikado devient kanrei et à partir de ce moment, la confiance et les activités de Katsumoto cessent entièrement. Il ne sort pas du tout et commence à regretter de n'avoir pas rejoint Masanaga. Au même moment, Souzen et Yoshinari se désespèrent car ils sont secrètement occupés à la préparation de l'affrontement armé. Ils informent leurs clans de leurs plans et commencent à croire qu'avec le soutien de l'extérieur de la capitale, il est possible de surmonter un certain nombre d'obstacles[4].
- 1467 (Ōnin 1, 5e mois) : Nijō Mochimitsi est démis de sa fonction de régent kampaku et Ichijō Kaneyoshi lui succède[4].

### Higashiyama-dono
L'empereur honore la villa de Yoshimasa d'un nom spécial -- Higashiyama-dono. La construction du pavillon d'argent commence mais les travaux sont interrompus par une suite de perturbations liées à la guerre d'Ōnin. Les dates importantes durant l'évolution de cette crise sont :
- 1460 (Chōroku 3) : Yoshimasa commence à planifier la construction d'une villa et de jardins de retraite dès 1460[5] et après sa mort, la propriété devient un temple bouddhiste appelé Jisho-ji (connu sous le nom Ginkaku-ji, c'est-à-dire le « Pavillon d'argent »)[6].
- 21 février 1482 (Bunmei 14, 4e jour du 2e mois) : La construction longtemps retardée du « Pavillon d'argent » est véritablement engagée[7].

| Ōnin      | 1re  | 2e   | 3e   |
| Grégorien | 1467 | 1468 | 1469 |